# Cabrera de Mar
Cabrera de Mar település Spanyolországban, Barcelona tartományban. Lakosainak száma 5018 fő (2024).

## Földrajza
Cabrera de Mar Argentona, Mataró, Vilassar de Mar és Cabrils községekkel határos.

## Népesség
A település lakosságának változását az alábbi diagram mutatja:
| Lakosok száma | 678  | 722  | 1162 | 1487 | 1962 | 3991 | 4408 | 4525 | 4680 | 5018 |
|               | 1717 | 1887 | 1936 | 1960 | 1986 | 2004 | 2009 | 2014 | 2019 | 2024 |